# 伊莉莎白女王山脈

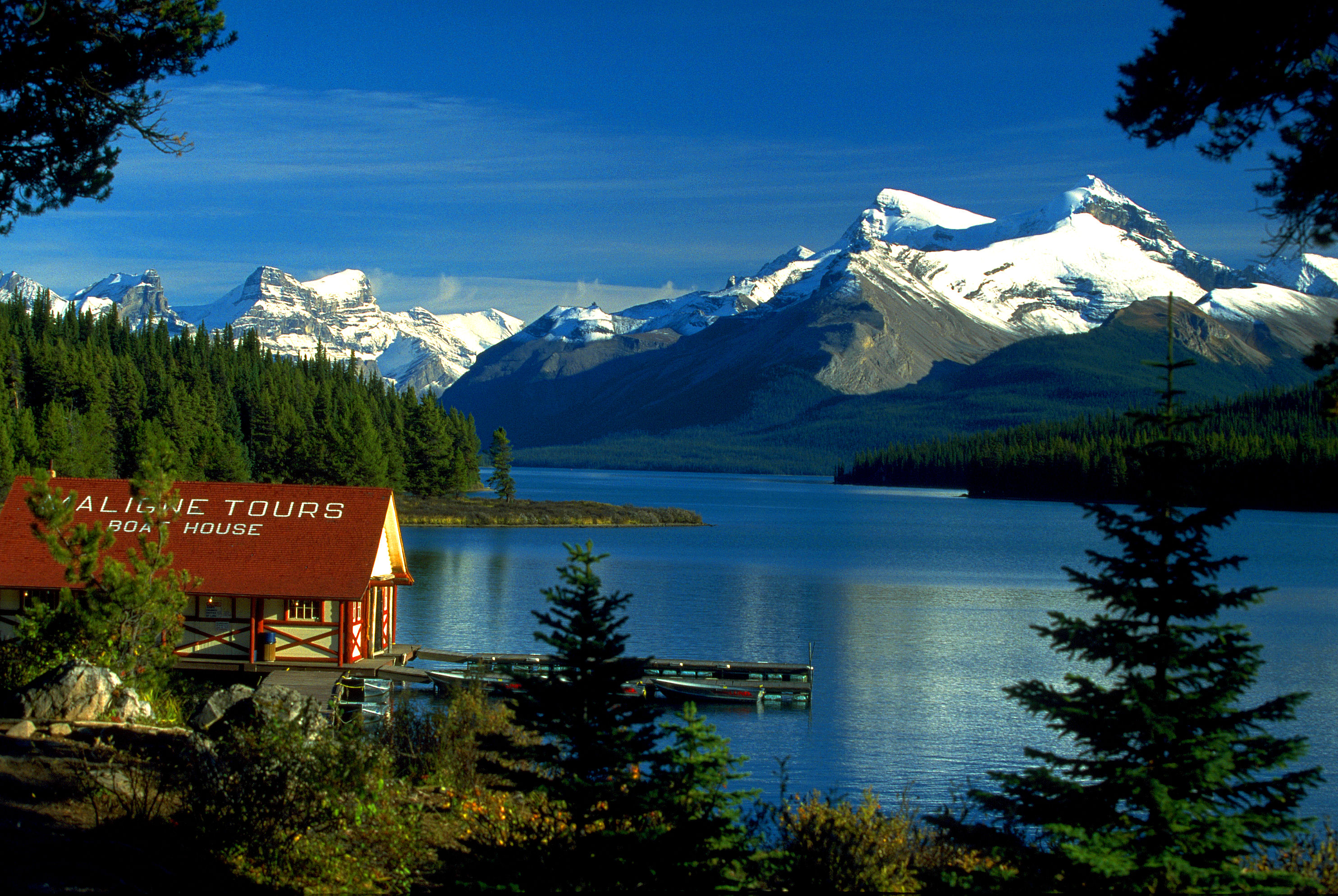
从马林湖旁所看到的伊莉莎白女王山脈

伊莉莎白女王山脈（英語：Queen Elizabeth Ranges）是加拿大落磯山脈的一組山脈，位於加拿大賈斯珀國家公園東南側。山脈的北端從梅迪辛湖以東開始，向東南方向延伸，經過瑪琳湖的南岸。其最高峰為昂溫山，海拔3,268公尺。該山脈於1953年命名為伊莉莎白女王山脈，以慶祝伊莉莎白二世加冕為加拿大女王。